# Inre Lappmyrtjärnen
Inre Lappmyrtjärnen är en sjö i Kalix kommun i Norrbotten och ingår i Töreälvens huvudavrinningsområde.